# Tupolew SB-2
Die Tupolew SB (russisch Туполев СБ-2, Werksbezeichnung ANT-40, АНТ-40), meist in ihren Versionen als SB-2 bezeichnet, war ein in den frühen 1930er-Jahren entwickelter und im Spanischen Bürgerkrieg sowie neben anderen Konflikten im Zweiten Weltkrieg eingesetzter zweimotoriger sowjetischer Bomber. Bei ihrem Erstflug 1934 noch eines der modernsten und schnellsten Muster ihrer Klasse, veraltete sie mit der Entwicklung modernerer Jagdflugzeuge in der zweiten Hälfte der 1930er-Jahre schnell und wurde schließlich ab 1943 nur noch für Schulungs- und Verbindungszwecke verwendet. Neben der Bomberausführung gab es in wenigen Exemplaren auch eine PS-40 genannte Passagier- sowie eine als Ar-2 bezeichnete Sturzbomber-Version.

## Geschichte
Entwickelt wurde die Tupolew SB ab 1933 von einem Konstruktionsteam unter der Leitung von Alexander Archangelski, das dem OKB Tupolew unterstellt war, das wiederum eine Abteilung des ZAGI war. Die beiden Prototypen erhielten deshalb traditionsgemäß das Kürzel „ANT“, was den Initialen von Andrei Nikolajewitsch Tupolew entsprach. Die als ANT-40/1 (auch SB 2RZ, russisches Kürzel für Wright Cyclone) bezeichnete Maschine bekam als Antrieb zwei US-amerikanische Sternmotoren Wright Cyclone mit je 700 PS, während die ANT-40/2 (auch SB 2IS, russisches Kürzel für Hispano-Suiza) mit französischen V12-Triebwerken Hispano Suiza 12Ybrs ausgestattet war.
Das Erprobungsprogramm mit dem Prototyp Nr. 1 der ANT-40 begann am 7. Oktober 1934 unter der offiziellen Bezeichnung SB (Skorostnyi Bombardirowschtschik, Скоростной бомбардировщик, Hochgeschwindigkeitsbomber), Nr. 2 folgte am 30. Dezember des gleichen Jahres. Nach den Tests entschied man sich für das zweite Versuchsmuster der SB, das von Februar bis August 1935 die staatliche Abnahme absolvierte und anschließend sofort in die inzwischen vorbereitete Serienproduktion gegeben wurde. Eingebaut wurde nun der Klimow M-100, eine Lizenzausführung des Hispano-Suiza 12Ybrs, weshalb das Flugzeug als SB 2M-100 bezeichnet wurde. Etwas später wurde der in Eigenregie verbesserte M-100A eingesetzt; die Bezeichnung dieser Exemplare lautet SB 2M-100A. Aus diesen Bezeichnungen, die damals oft verwendet wurden, entstand die heute noch sehr weit verbreitete Bezeichnung Tupolew SB-2 unter Weglassen der Motorenbezeichnungen.
Die Tupolew SB war bei ihrem Erscheinen noch in der ersten Hälfte der 1930er-Jahre aufgrund ihrer Ganzmetall-Konstruktion eines der modernsten Flugzeuge ihrer Art. Erstmals in der Sowjetunion wurden dabei aerodynamisch günstige, glatt verplankte Trag- und Rumpfflächen statt der bisher üblichen Wellblechkonstruktion verwendet. Mit einer Höchstgeschwindigkeit von über 400 km/h flog sie schneller als die meisten Jagdflugzeuge jener Zeit, die in den meisten Fällen noch Doppeldecker waren. Ebenfalls sehr modern war Anfang der 1930er-Jahre die Ausstattung mit einem einziehbaren Fahrwerk, was die Aerodynamik und damit die Flugleistungen wesentlich verbesserte.
Als der Spanische Bürgerkrieg ausbrach, lieferte die Sowjetunion ab Oktober 1936 210 SB zur Unterstützung an die Luftstreitkräfte der Spanischen Republik (Fuerzas Aéreas de la República Española – FARE), die zum Teil von sowjetischen Freiwilligen geflogen wurden. In diesem Krieg erhielt sie von den Spaniern den Spitznamen „Katjuschka“. Wegen ihrer Ähnlichkeit zur US-amerikanischen Martin B-10 wurde die SB oft mit dieser verwechselt und deswegen als Martin bezeichnet.
Den Erfahrungen aus diesem Konflikt Rechnung tragend, konstruierte Alexander Archangelski 1938 die SB zum sturzflugfähigen Bomber um. Dazu verkleinerte er die Flügelfläche sowie das Leitwerk, stattete den Rumpf mit einer neuen, spitz zulaufenden Bugkanzel aus und montierte Sturzflugbremsen unter den Tragflächen. Die Triebwerke erhielten aerodynamisch günstigere Verkleidungen. Dieser als Archangelski Ar-2 bezeichnete Typ flog erstmals 1940 und wurde bis 1941 in einer Stückzahl von 200 Maschinen gebaut.
Ebenfalls eingesetzt wurde die SB ab Juli 1937 im Zweiten Japanisch-Chinesischen Krieg, 1938/1939 im Japanisch-Sowjetischen Grenzkonflikt sowie 1939/1940 im sowjetisch-finnischen Winterkrieg.
Zu Beginn des Zweiten Weltkriegs waren die Versionen der SB bereits veraltet und wurden ab Dezember 1941 aus dem Frontdienst abgelöst. Zahlreiche Exemplare dienten jedoch noch bis 1943 im Fronteinsatz als Bomber, bis sie endgültig nur noch für Schulungs- und Verbindungszwecke in die hinteren Linien verlegt wurden.
In der Tschechoslowakei (ČSR) wurden ab 1938 111 Exemplare dieses Musters unter der Bezeichnung Avia B-71 in Lizenz gefertigt, die nach der Besetzung der Tschechoslowakei im April 1939 im Zweiten Weltkrieg teilweise auch bei der Luftwaffe der Wehrmacht eingesetzt oder an verbündete Staaten weitergegeben wurden. Das Flugzeug wurde dabei unter deutscher Regie in einer nicht bekannten Anzahl im Avia-Werk weitergebaut.

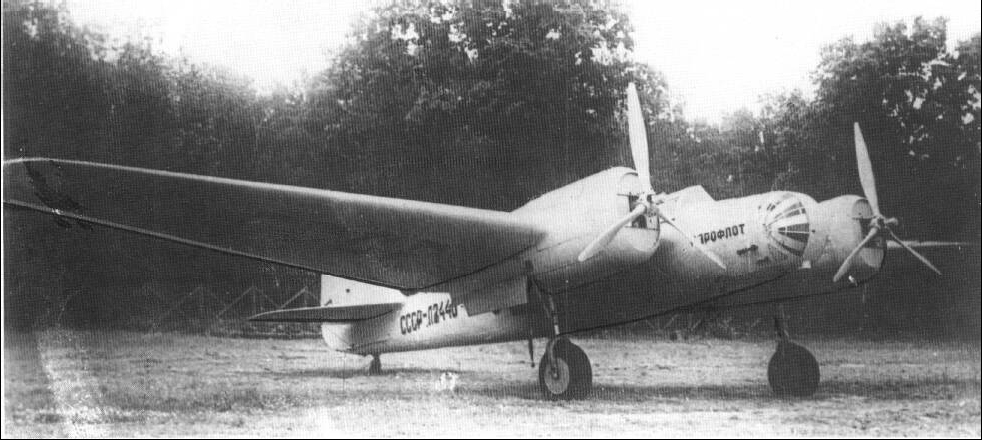
Verkehrsflugzeug-Version PS-40 der Aeroflot

Es existierten einige als Passagier- und Postflugzeuge benutzte Maschinen unter der Bezeichnung PS-40 für die staatliche Fluggesellschaft Aeroflot, die fünf Passagiere befördern konnten. Eine Schulversion wurde unter den Namen USB oder SB-2U eingesetzt.
Die SB diente auch als Versuchsträger in zahlreichen Experimenten. So wurde zum Beispiel an einer SB-2bis unter Leitung von Igor Tolstych ein Bugradfahrwerk mit verstellbarer Geometrie angebracht und 1940 durch Mark Gallai erprobt. Unter dem Rumpf befand sich an einer Aufhängung eine Kamera, die das Bugrad während der Start- und Landephasen filmte. Diese Maschine erhielt von den Piloten die inoffizielle Bezeichnung „Pterodaktyl“ (vom prähistorischen Flugsaurier Pterodactylus).
Von der Tupolew SB wurden in der Sowjetunion insgesamt 6656 Exemplare gebaut.

## Varianten
| Bezeichnung        | Merkmale |
| ------------------ | --- |
| ANT-40             | Bezeichnung des Entwicklungsbüros, auch als ZAGI-40 betitelt. |
| SB 2M-100          | Grundserienversion ausgerüstet mit zwei M-100-Motoren sowie mit zweiblättrigen WISch-2-Propellern. Die Passagierausführung hieß PS-40 (Passaschirskij Samoljot). |
| SB 2M-100A         | Weiterentwicklung mit zwei M-100 A-Motoren |
| SB 2M-103          | Leistungsstärkere Weiterentwicklung von 1936 mit zwei M-103-Triebwerken und dreiblättrigen WISch-22-Luftschrauben. Eine zivile Passagierausführung wurde als PS-41 bezeichnet. |
| SB 2M-103A         | Weiterentwicklung von 1937 mit zwei M-103A-Motoren. |
| USB                | Trainingsversion mit verlängertem Rumpfbug und einem zusätzlichen offenen Cockpit für den Fluglehrer und Doppelsteuerung. |
| Archangelski Ar-2  | Weiterentwicklung von 1938, siehe Text. Hatte gegenüber der herkömmlichen SB einen größeren Kraftstoffvorrat und höhere Bombenlast. Projektbezeichnung SB-RK. |
| Archangelski SBB-1 | Prototyp eines schnellen Nahbombers von 1939 auf Basis der SB-2-Weiterentwicklung MMN mit verkürzten Tragflächen und geändertem, stärker verglastem Bug. Die auch als Projekt B bezeichnete Maschine besaß einen verkürzten Rumpf und eine aufgesetzte Pilotenkabine. Die Erprobung erfolgte Anfang 1941, zugunsten der Pe-2 erfolgte kein Serienbau. |
| Avia B-71          | Tschechoslowakische Lizenzproduktion, 111 Stück gebaut. |

## Einsatz

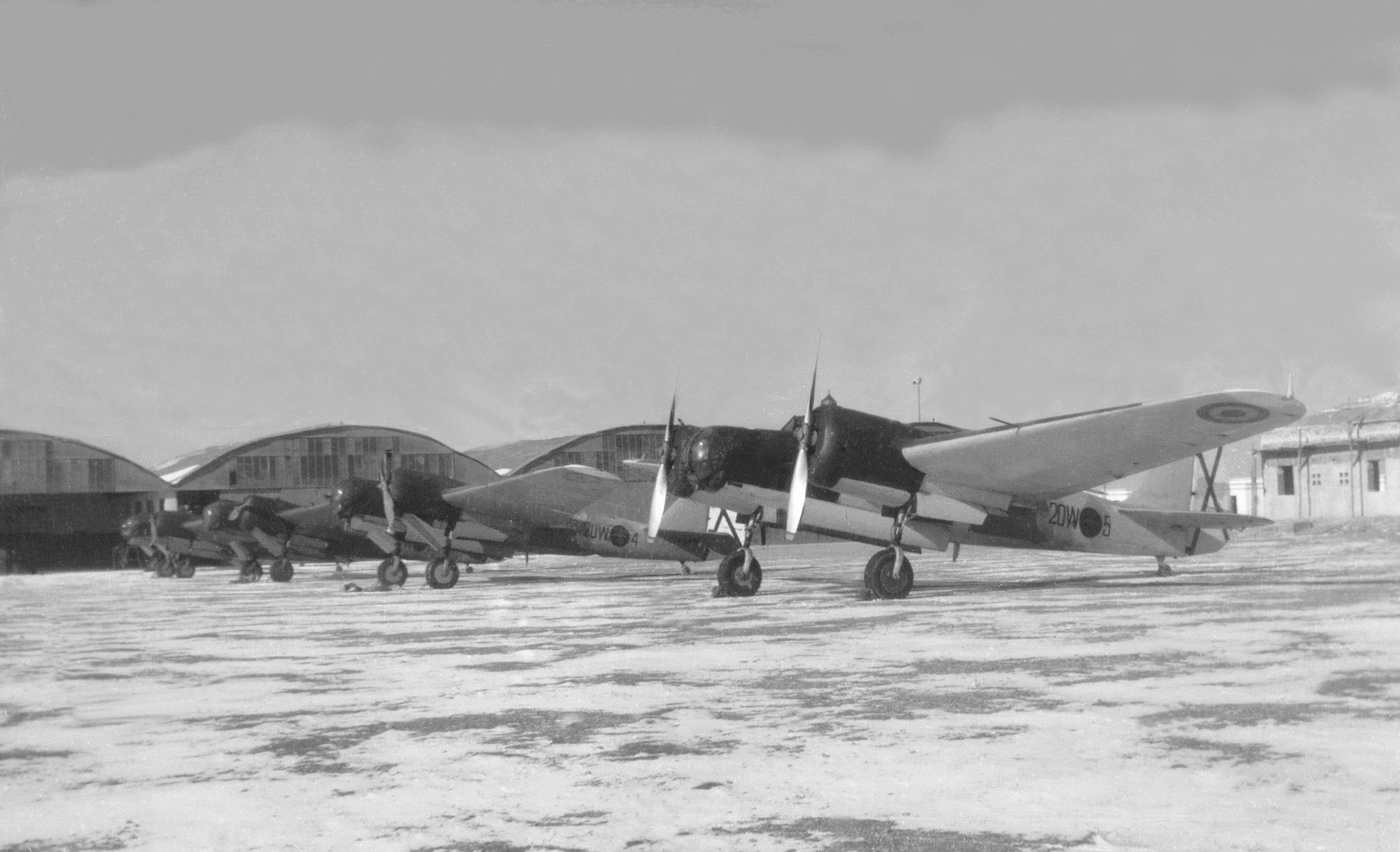
SB der spanischen Luftstreitkräfte, 1940

Im Spanischen Bürgerkrieg erwiesen sich die 210 ab Oktober 1936 an die Republikaner gelieferten SB 2M-100 bzw. M-100A, die zum Teil von sowjetischen Freiwilligen geflogen wurden, als zu Beginn recht effektiv, da sie in den meisten Fällen schneller als die gegnerischen Jagdflugzeuge der Nationalisten waren. Allerdings relativierte sich dieser Vorteil schnell, da die Maschinen sehr wartungsintensiv waren und häufig an Motorproblemen litten, was zu hohen Ausfallzahlen führte. Außerdem besaßen die Nationalisten kurze Zeit später mit der italienischen Savoia Marchetti SM.79 ebenfalls einen Bomber, der wiederum schneller war als die republikanischen Jäger. Den langsameren Fiat CR.32-Doppeldecker-Jägern gelang es dennoch, 48 bestätigte Abschüsse von SB zu erzielen, indem sie ihnen in größeren Höhen auflauerten oder den Weg abschnitten. Spätestens als bei der Legion Condor die damals sehr modernen Messerschmitt Bf 109 B und C zum Einsatz kamen, war jeder Vorteil der SB dahin. Letzten Endes konnte die Maschine in diesem Krieg die in sie gesetzten Erwartungen nicht annähernd erfüllen. Etwa 18 Exemplare wurden nach dem Bürgerkrieg von den Franquisten erbeutet und bis 1948 bei der spanischen Luftwaffe geflogen.
Im Zweiten Japanisch-Chinesischen Krieg ab Juli 1937 war die SB einigermaßen erfolgreich, da die eingesetzten japanischen Jäger nicht die modernsten bzw. schnellsten waren. Aber auch die Bombenangriffe mit den SB konnten den japanischen Vormarsch in China nicht aufhalten. Wieder erwies sich die SB als schwierig zu warten und wies hohe Ausfallzahlen auf.

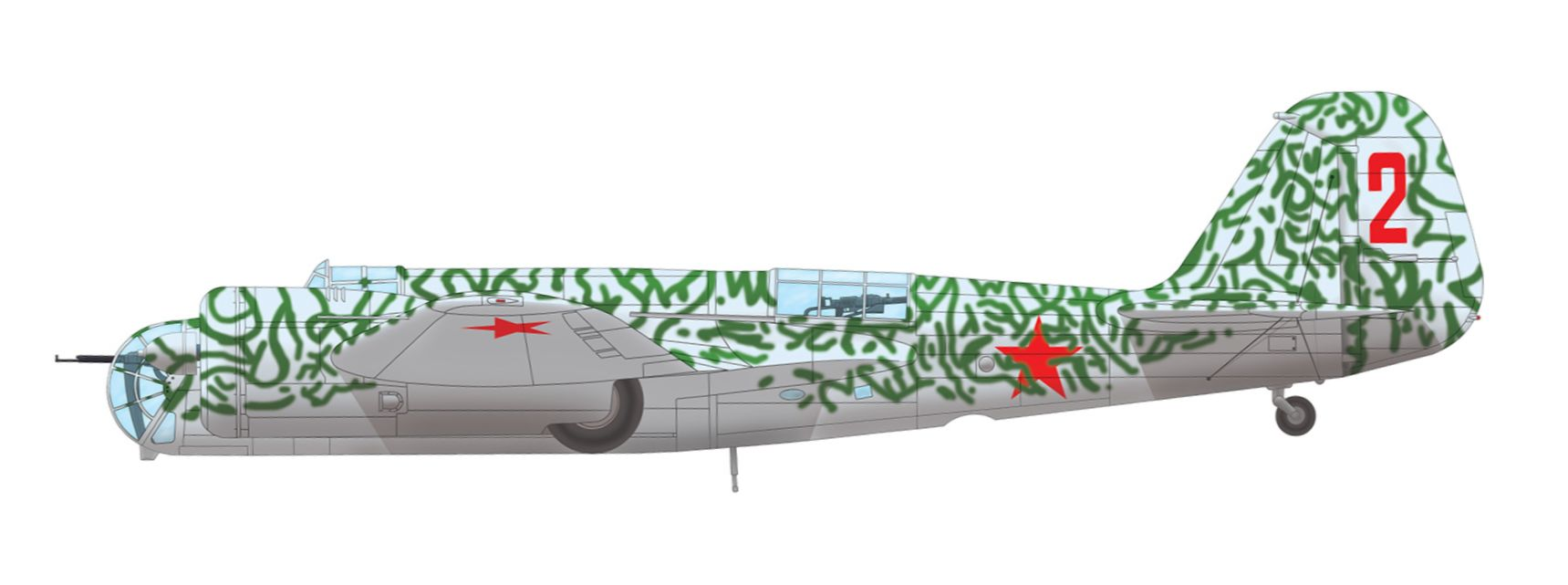
Tupolew SB 2M-103, 38. SBAP, Sommer 1939

Während des japanisch-sowjetischen Grenzkonfliktes 1938/1939 kam die SB erneut zum Einsatz, hatte es aber diesmal gegen die neueren japanischen Jäger schon schwerer, sodass die Sowjets am Ende gezwungen waren, Begleitjäger einzusetzen. Die Effektivität der SB war in diesem kurzen Konflikt für die Sowjets im Ergebnis nicht überwältigend, aber noch akzeptabel.
Im sowjetisch-finnischen Winterkrieg von 1939 bis 1940 war die SB aller Versionen nur noch mäßig erfolgreich. Den Finnen gelang es, nicht zuletzt wegen des anfangs völlig fehlenden Jagdschutzes der Sowjets zahlreiche Maschinen dieses Typs abzuschießen. Schon einer der ersten Bombenangriffe auf Helsinki wurde zum Desaster, da die Sowjets vom zähen Widerstand überrascht wurden. Ein einzelner finnischer Pilot schoss dabei über der Hauptstadt innerhalb von fünf Minuten vier dieser Bomber ab. Die SB wurden bis zum Ende der Feindseligkeiten eingesetzt, obwohl mit dem Zulauf modernerer Jagdflugzeuge nach Finnland die Verluste weiter anstiegen.

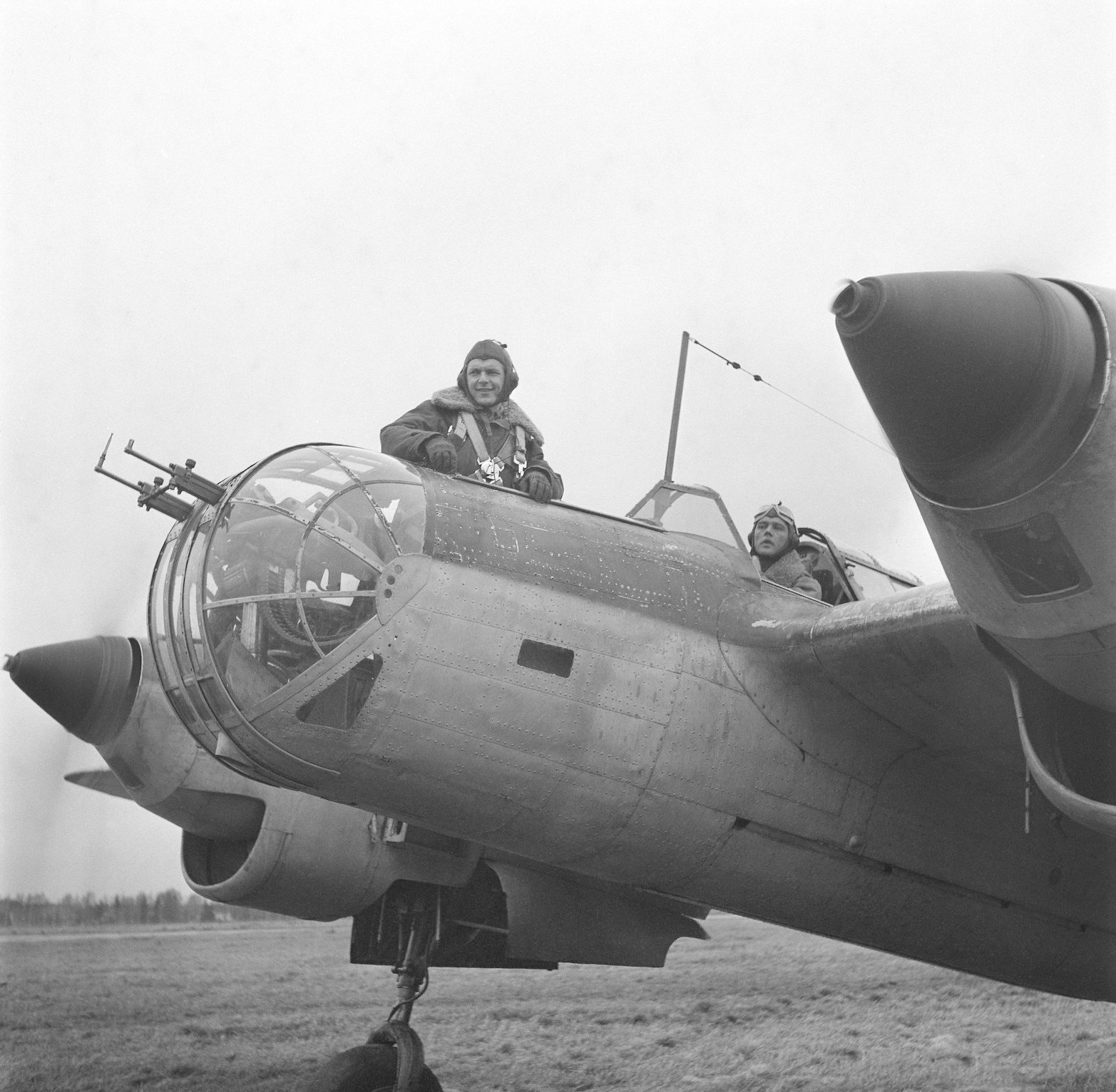
Erbeutete SB in finnischen Diensten, Oktober 1943

Im Zweiten Weltkrieg war die SB schon überholt und hatte gegen die Jagdflugzeuge der deutschen Luftwaffe praktisch keine Chance. Es war daher kaum noch möglich, Einsätze mit Erfolg durchzuführen, und von den Maschinen, die aufstiegen, kehrten nur wenige zu ihren Flugplätzen zurück. Die deutschen Truppen erbeuteten auf ihrem Vormarsch jedoch zahlreiche Flugzeuge dieses Typs. Auch waren einige Avia B-71 bei der Besetzung der ČSR 1938 übernommen beziehungsweise unter deutscher Aufsicht weiter gebaut worden, wobei die Luftwaffe einige für kurze Zeit selbst zum Einsatz brachte und andere an die Verbündeten Bulgarien und Finnland weitergab. Bei der Luftwaffe wurden alle Flugzeuge als Avia B-71 bezeichnet, egal ob es ehemals tschechische oder sowjetische Exemplare waren.
Im Fortsetzungskrieg Finnlands an der Seite des Deutschen Reichs ab 1941 spielte die SB praktisch keine Rolle mehr. Im Gegenzug setzten die Finnen die von Deutschland gelieferten erbeuteten SB wieder gegen die Sowjetunion ein. Auf sowjetischer Seite blieben einige der insgesamt 6656 gebauten Exemplare trotzdem noch bis 1943 im Fronteinsatz, bis sie danach für Schulungs- und Verbindungszwecke in die hinteren Linien verlegt wurden.

## Technische Daten

Dreiseitenriss ANT-40

| Kenngröße             | SB-2                                                  | SB-2bis                                               | Ar-2                                                   |
| --------------------- | ----------------------------------------------------- | ----------------------------------------------------- | ------------------------------------------------------ |
| Besatzung             | 3                                                     | 3                                                     | 3                                                      |
| Länge                 | 12,27 m                                               | 12,57 m                                               | 12,50 m                                                |
| Spannweite            | 20,33 m                                               | 20,33 m                                               | 18,50 m                                                |
| Höhe                  | 4,78 m                                                | 3,25 m                                                | 4,20 m                                                 |
| Flügelfläche          | 51,95 m²                                              | 56,70 m²                                              | 43,95 m²                                               |
| Flügelstreckung       | 8,0                                                   | 7,3                                                   | 7,8                                                    |
| Leermasse             | 4.060 kg                                              | 4.770 kg                                              | 4.430 kg                                               |
| Startmasse            | 5.732 kg                                              | 7.880 kg                                              | 6.650 kg                                               |
| Antrieb               | zwei flüssigkeitsgekühlte 12-Zylinder-V-Motoren M-100 | zwei flüssigkeitsgekühlte 12-Zylinder-V-Motoren M-103 | zwei flüssigkeitsgekühlte 12-Zylinder-V-Motoren M-105R |
| Startleistung         | je 750 PS (552 kW)                                    | je 960 PS (706 kW)                                    | je 1.000 PS (735 kW)                                   |
| Höchstgeschwindigkeit | 424 km/h in 4000 m                                    | 450 km/h                                              | 480 km/h in 4700 m                                     |
| Gipfelhöhe            | 9.500 m                                               | 7.800 m                                               | 10.100 m                                               |
| Reichweite            | 1.000 km                                              | 2.300 km                                              | 1.500 km                                               |
| Bewaffnung            | 3 × 7,62-mm-MG SchKAS                                 | 6 × 7,62-mm-MG SchKAS                                 | 3 × 7,62-mm-MG SchKAS                                  |
| Bombenlast            | 500 kg                                                | 600 kg                                                | 1.500 kg                                               |

## Erhaltene Exemplare

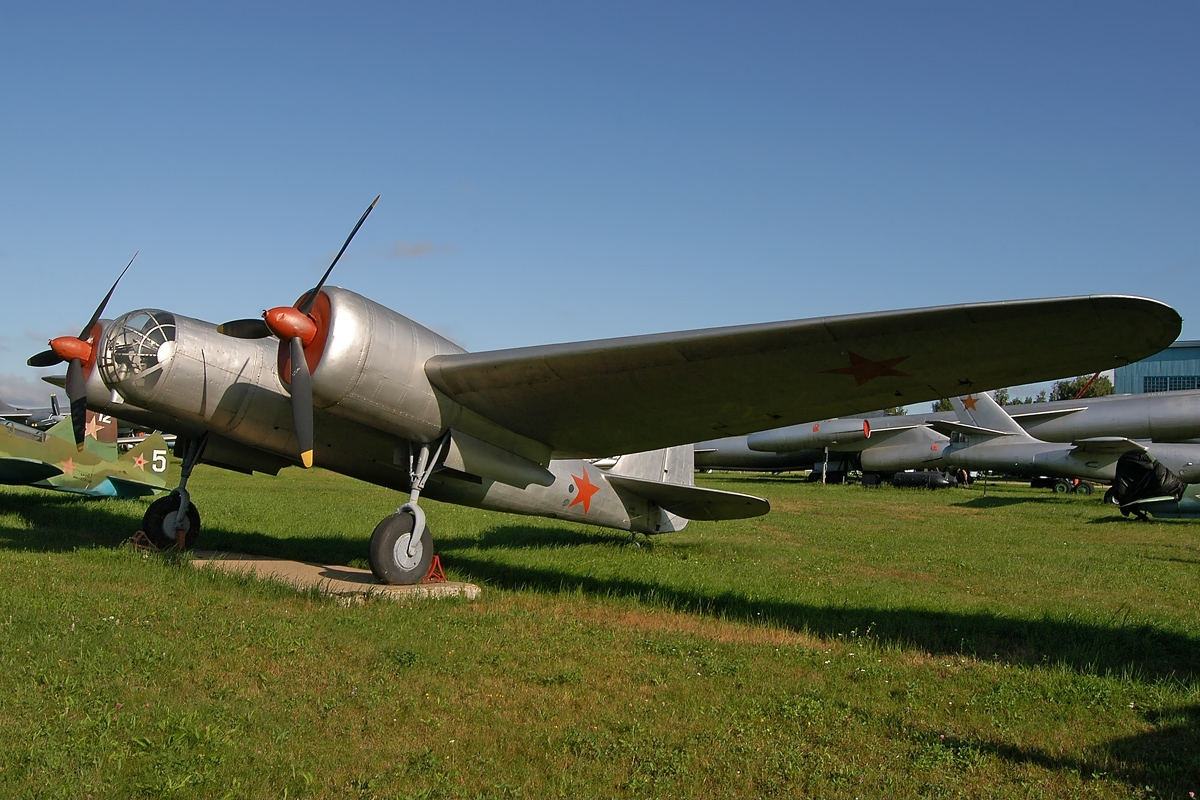
SB im Museum Monino

Heute ist noch eine Tupolew SB aus einer frühen Bauserie mit den ursprünglichen Motorverkleidungen im Zentralen Museum der Luftstreitkräfte der Russischen Föderation in Monino bei Moskau erhalten. Das sehr schlecht erhaltene Wrack des Flugzeugs wurde im August 1979 von einer Expedition unter Leitung von E. Konopljew am Ufer des Ukschum (Burjatien) gefunden und von August 1980 bis Mitte 1982 von einer Sonderabteilung des OKB Tupolew unter Verwendung von Originalteilen weiterer SB-2 wieder aufgebaut. Der ebenfalls seit 1982 ausgestellte Klimow M-100A der SB-2 ist der einzige noch existierende Originalmotor dieser Baureihe.

## Nutzerstaaten
- Sowjetunion: SB-2, SB-2bis (gesamt 6656) sowie PS-40, PS-41 und PS-41bis; USB (SB-3)
- Spanien: 93 SB-2M-100 bzw. M-100A
- Tschechoslowakei: 53 SB-2M-100A importiert, 111 Avia B-71 in Lizenz gefertigt
- Finnland: 24 SB-2 und SB-2bis
- China: etwa 200 SB
- Deutsches Reich: von der Tschechoslowakei erbeutete Avia B-71 und SB-2M-100A